# Helpenstell
Helpenstell ist ein Ortsteil der Gemeinde Windeck im Rhein-Sieg-Kreis.

## Namensentstehung
Im Jahr 1224 wird der Ort als Heppinchthe ersterwähnt, im Jahr 1461 als Helffensteyn.

## Lage
Helpenstell liegt im Westerwald in einer Höhe von 140 m in einer ehemaligen Siegschleife und am Rand eines früheren Umlaufberges. Nordwestlich liegt Dreisel, im Osten Rosbach und im Süden Locksiefen.

## Einwohner
1863 hatte Helpenstell 102 Einwohner, 1964 131 und 1976 waren es 155.

## Naturschutz
Zwischen Dreisel und Helpenstell liegt das Naturschutzgebiet Ehemalige Siegschleife bei Dreisel (Wiesen bei Dreisel).